# 姑姚
姑姚（越南语：／）是越南傳統的一種藝妓，「姑」在越南語裡指女性，「姚」則是「美麗」的意思，因此姑姚一詞即「美女」之意。由於屬於廣義娼妓的一種，在越南漢文文獻裡也稱為妓女（越南语：／）。姑姚又美稱為「陶娘」（越南语：／），典出於《大越史記全書》，書中記載越南李朝時宮中有一陶姓姑姚善歌，故把姑姚稱為「陶娘」或「妸陶」（越南语：／）。另一說是指明朝統治越南期間藍山起義時，有一位名為陶氏惠的姑姚以歌藝和美色引誘明軍到訪，然後把他們灌醉並殺害的故事。近代的姑姚又分為兩類，一種叫歌姑姚（越南语：／），以表演來娛樂客人，主要是演唱歌籌，另一種叫𨢇姑姚（越南语：／），是在席間陪侍客人，以及奉茶、勸酒等。。
姑姚一般賣藝不賣身，但也有一些姑姚會提供性服務。賣藝不賣身的姑姚稱為姑姚實豎（越南语：／），意即真正的姑姚，只是以歌舞才藝來娛樂客人，或於筵席中陪侍客人。而會賣淫的姑姚則稱為姑姚詐形（越南语：／），意即偽裝的姑姚，唱歌表演只是賣淫的幌子，所唱的歌曲也帶有情色意味。

## 起源

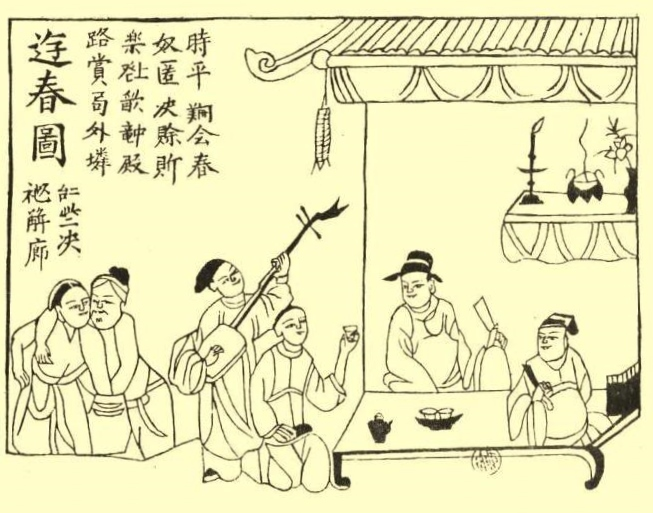
古代版畫中姑姚表演和侍奉客人的情況

姑姚至少有600多年歷史，不會遲於歌籌的出現。在歌籌出現前，越南宮廷中已有表演歌舞的女樂。最早的相關記載是後黎朝人吳士連所著的《大越史記全書》，書中記載越南李朝順天十六年時，宮中有有唱女陶氏善歌，常得到賞賜，於是人們就把唱女稱為「陶娘」。後黎朝後期吳時仕所編的史書《越史摽案》以及武芳提所著的筆記小說《公餘捷記》也有相關記載。而據一些文獻記載，當時越南的藝妓還有妸陶、鬧娘（越南语：／）、姑鬧（越南语：／）、鬧歌（越南语：／）、歌娘（越南语：／）等名稱，她們工作的地方不限於宮廷，還有些是在村亭（越南语：／）、官邸、歌館（越南语：／）等地方工作。
在安南屬明時期，藍山起義爆發，姑姚陶氏惠歌藝出眾且擁有美貌，她引誘明軍到訪，在席間向明軍將領、士兵勸酒，灌醉他們，然後由埋伏的男子把喝醉的明軍拋到水中溺死。自此之後，「陶娘」、「妸陶」也用作紀念陶氏惠。至黎中興朝時期，越南歌舞藝術達至鼎盛，姑姚也隨之增加。

## 概要

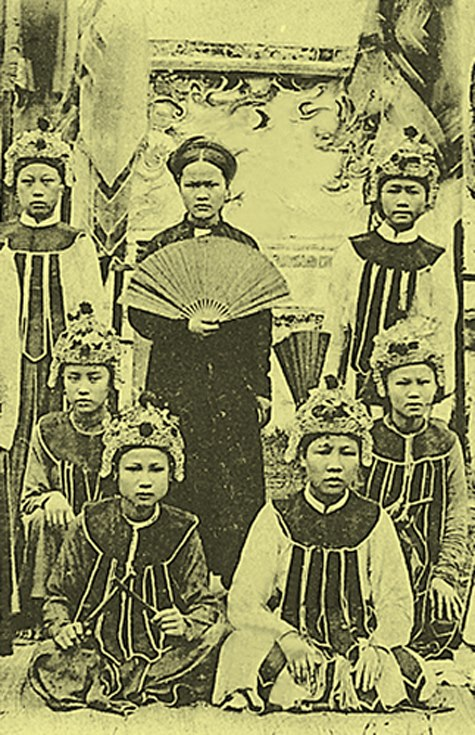
穿著表演服飾的姑姚

越南古代各村落都會設有專門訓練姑姚的教坊，這是由於習俗上需要姑姚在宗教、祭祀儀式上表演歌舞。姑姚自小受訓練，訓練中的小姑姚稱為唱兒（越南语：／），學成後才被稱為妸陶。成為唱兒前要拜前輩姑姚為師，她們的拜師禮包括要對唱一段歌，前輩姑姚會被唱兒稱為「先女」（越南语：／），有些前輩姑姚是年少姑姚的母親或女性長輩。初學成的妸陶還要跟隨前輩姑姚一段時間才可以獨攬大旗，她們可以得到賞錢。除了唱歌外，為了迎合貴族、士族的喜好，姑姚對各種不同的藝術，如舞蹈、官賀、嘲劇等表演藝術，甚至詩歌等文學都有一定造詣，但她們是由私人聘請，隨時受取代，生計並不穩定。姑姚會取藝名，一般是本名最後一字加上教坊名稱組成。
當有國家盛大典禮、節慶或祝賀儀式時，朝廷會舉行歌試去選拔姑姚到場。歌試分為亭試、社試、省試三級，其中為萬壽節演出的省試規模最大，朝廷會在兩個月前發出公告，各村落會派出經驗較豐富的姑姚參與歌試，通過者會成為稱為宮中陶（越南语：／）的宮廷姑姚。歌試除了歌藝、舞藝的考核，還要求姑姚撰寫四句漢字詩並吟唱出來。落選的姑姚不能在朝廷儀式中演唱，有美色者則可能會被官員收為私妓狎玩。中選者則會穿上特有的長袍，然後留在宮中的長樂教坊任職，對姑姚來說是一種極大的榮譽。
除了屬於官妓（越南语：／）的宮廷姑姚外，不少朝官大臣皆有在家中養姑姚享受風流，這些私人所養的姑姚稱為「私家」（越南语：／）。例如黎中興朝時期的官員阮有整就養了十多位姑姚，每當有客人來到他的宅邸，這些姑姚就會為客人表演歌舞，阮有整也因此被時人視為風雅之士。一些有積蓄的姑姚開始自立門戶，走出教坊或官宦家，自行開設歌館，吸引沒有出仕的才子、文人光顧。這些開設歌館姑姚兼具藝人和商人的身份。姑姚的技藝和美貌觸發了文人的創作靈感，而才子常會撰寫詩歌送給姑姚，范廷琥（越南语：／）、阮攸等著名詩人都寫過詩送給姑姚。姑姚不但善歌，而且文才不俗，能領略詩中的感情，通過歌聲把文人在詩中寄託的豐富感情演繹出來，讓才子感到歡愉，也是才子文人的戀愛對象，歌館也成為才子佳人相聚之地。例如阮朝後期的文人阮公著就和姑姚有過風流韻事。歌館姑姚所用樂器也精簡化，主要是使用越南梆子（越南语：／）。姑姚擁有的不凡技藝，營造了具備時尚、台閣、風流於一身的獨特妓女文化。

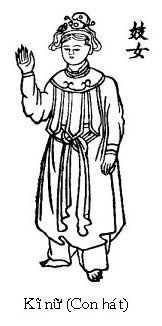
漢文古籍中的姑姚，稱為妓女
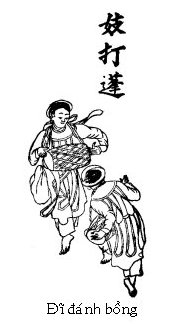
妓打蓬
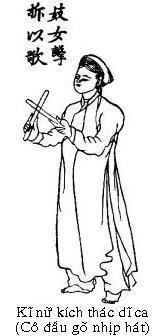
妓女擊拆以歌

## 近代演變
二十世紀初，一些姑姚轉為家庭式的夫妻檔表演，由妻子負責唱歌，這類場所只是純粹聽歌，並沒有酒食提供。而歌館則是談詩論文、享受藝術的社交場所，並有茶、酒、飯菜招待，客人可留至通宵達旦。由於光顧歌館的人越來越多，很多人是把歌館視為社交、聚會的場所，為應付人手需求，歌館就聘用一些農村少女為姑姚招待客人，但她們不懂唱歌，沒有受過技藝訓練，只是負責侍酒、奉茶，故稱為𨢇姑姚，而唱歌表演的則稱為歌姑姚。在1920年代，河內市內就有超過2000名姑姚和200間歌館，競爭也越來越激烈。一些歌姑姚受到打擊就兼作賣淫，加上有些𨢇姑姚是被人販子所騙被賣到歌館，還被逼賣淫，使姑姚文化開始變質，歌館也逐漸淪為充斥放蕩、姦情、淫亂、賭博和鴉片的藏污納垢之地，姑姚和賣淫女的界線也越來越模糊，連帶不賣身的姑姚也受到歧視，被視為不正當的職業，不少姑姚也因而轉為從事其他行業。至越戰結束，越南社會主義共和國把姑姚視為舊社會「封建」、「腐化」的職業，不符合社會主義，於1954年關閉所有歌館，禁止傳統歌籌表演，姑姚不能再以表演為業，只好轉為從事體力勞動以維持生計。一些則轉為演唱革命歌曲。

## 當代情況

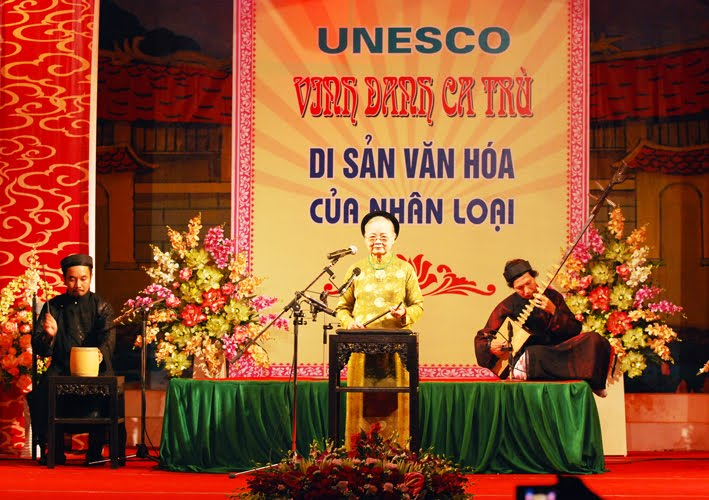
當代的姑姚專注於歌籌表演，只著重歌藝，有些為老年婦女

1986年，越南共產黨實施革新開放政策，經濟和文化也較為自由發展，越南人也重新審視包括歌籌在內的傳統藝能之價值。自1990年代起，隨著重新歌籌發展，姑姚也以歌籌女伶的身份復興。與過去不同的是她們現在只專注於唱歌和彈奏，並不像過去的姑姚那樣要參與不同的表演和陪侍工作，年輕貌美也不再是必要條件，現時不少姑姚已經是中年或老年婦女。

## 影響
姑姚在貴族文化的傳承、發展具有重大意義，她們向貴族、士族表演，亦使貴族、士族的文學作品得到傳播，同時也豐富了貴族的文化生活；貴族的文化生活也促進了越南傳統妓女文化的發展，同時對越南的音樂、文學作出貢獻。例如阮有整就曾編寫一些舞曲供姑姚跳舞之用。文人和姑姚也常以詩文贈答，文人也會寫詩給姑姚演唱，與越南傳統文學、音樂、舞蹈等藝術發展有密不可分的關係。

## 外部連結
- Người ả đào qua các tư liệu từ thế kỷ XVIII đến giữa thế kỷ XIX (Kỳ 7)（页面存档备份，存于）